# حي النظيم
حي النظيم هو أحد أحياء مدينة الرياض ويقع في الجزء الشرقي منها ويعتبر بوابة وواجهة شرقية للمدينة وهو أحد الأحياء التسعة التابعة لبلدية النسيم حيث يبلغ مساحة هذه الأحياء 299 كلم² فيما يبلغ عدد سكانها 738132 نسمة.

## مخططات سكنية
شهد حي النظيم طفرة عمرانية في السنوات الماضية مما أدى لتوسع الحي وزيادة الكثافة السكانية وظهور مخططات جديدة منها:
- مخطط الندوة
- مخطط السويلمي
- مخطط لؤلؤة الشرق
- مخطط روابي الجنادية
- مخطط الشروق

## منشئات ومرافق الحي
- جامعة نايف العربية للعلوم الأمنية
- مدارس وعدد من المجمعات المدرسية لكافة المراحل
- بلدية النسيم الفرعية النظيم
- مستشفى عناية العائلة
- مصرف الراجحي
- مصرف العربي
- مصرف الأهلي

## الطرق والشوارع الرئيسية
- طريق خريص
- الحارث بن عبد الله
- الراية
- الميناء
- المحيط
- المرمر
- التراث
- الشرق
- محمد بن الأحمر
- الندوة